# Arue (Französisch-Polynesien)

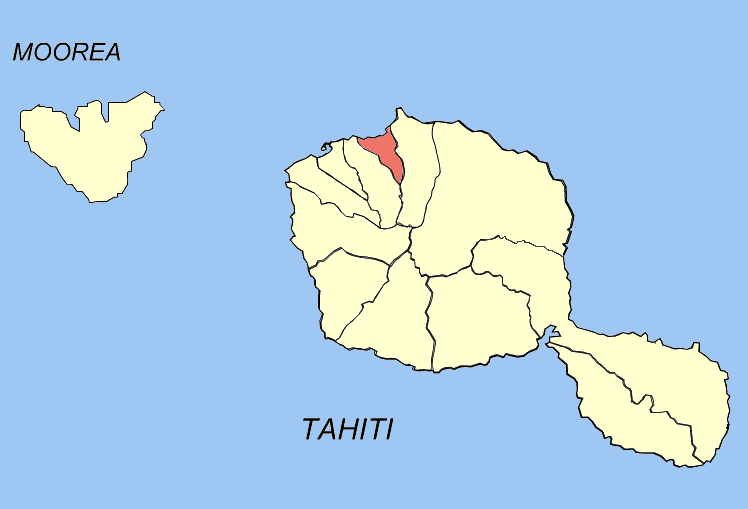
Lage der Gemeinde Arue auf Tahiti

Arue ist eine französische Gemeinde mit 10.322 Einwohnern (Stand 1. Januar 2022) im Nordosten von Tahiti im Überseegebiet Französisch-Polynesien. Sie umfasst ebenfalls das rund 40 Kilometer entfernte Atoll Tetiaroa, das zum Quartier Mairie/Taharaa gerechnet wird. Die Gemeindegemarkung umfasst 2081 Hektar. Arue liegt auf einer mittleren Höhe von 653 Metern über dem Meeresspiegel. Der höchste Punkt befindet sich auf 1305 Metern.
Die Gemeinde ist einer Klimazone des Typs Af nach Köppen und Geiger) zugeordnet: tropisch (A) vollhumid (f), kältester Monat über 18 °C. Es herrscht Äquatorialklima.
Die Kirche Sacré-Cœur (Herz-Jesu-Kirche) ist dem Heiligsten Herz Jesu geweiht. Sie gehört zur römisch-katholischen Pfarrei Cote Est des Erzbistums Papeete.
Henry Nott (1774–1844) war einer der ersten protestantischen Missionare der britischen London Missionary Society in Tahiti. Er kam 1797 nach Arue und wurde Berater des Königs Pomaré II. (1782–1821). Am 5. März jedes Jahres organisiert der Stadtrat von Arue eine Gedenkveranstaltung zu Notts Ehren an seinem Grab.

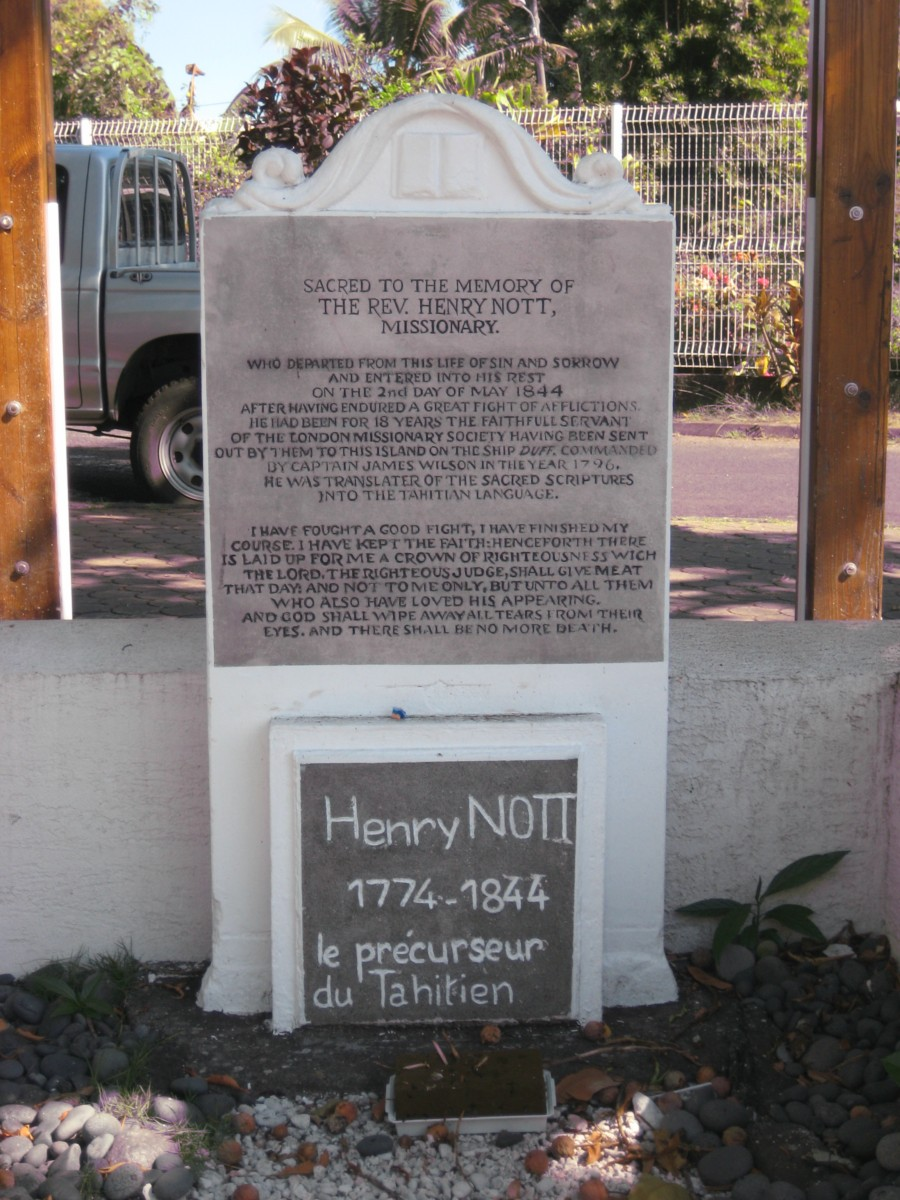
Grab von Henry Nott in Arue

In Arue gibt es zahlreiche Unternehmen aus den Bereichen Industrie und Handel. Die Brasserie de Tahiti füllt in Arue ein Mineralwasser namens Eau Royale ab.